# Inter-Provincial Cup 2019
Die Inter-Provincial Cup 2019 (aus Sponsoringgründen auch Test Triangle Inter-Provincial Cup 2019) war die siebte Saison des nationalen List-A-Cricket-Wettbewerbes in Irland der vom 23. April bis zum 26. August 2019 ausgetragen wurde. Es war die dritte Austragung des Wettbewerbes, die vom Weltverband International Cricket Council List A Status verliehen bekommen hat.

## Format
Jede Mannschaft spielte gegen jede andere jeweils drei Mal. Für einen Sieg gab es 4 Punkte, für ein No Result oder Unentschieden 2 Punkte. Des Weiteren gab es einen Bonuspunkt, wenn die Run Rate 1,25-mal größer ist als die des Gegners war.

## Resultate
Tabelle
| Teams               | Sp. | S | N | U | R | NR | BP | Ded | Punkte | NRR    |
| ------------------- | --- | - | - | - | - | -- | -- | --- | ------ | ------ |
| Leinster Lightning  | 6   | 3 | 1 | 0 | 0 | 2  | 2  | 0   | 18     | +0.276 |
| Northern Knights    | 6   | 3 | 3 | 0 | 0 | 0  | 2  | 0   | 14     | +0.638 |
| North West Warriors | 6   | 1 | 3 | 0 | 0 | 2  | 0  | 0   | 8      | −1.244 |

Spiele
| 23. April Scorecard | Murcia (ESP) | Leinster Lightning | – | North West Warriors |
|                     |              | Abgesagt           |   |                     |

| 24. April Scorecard | Murcia (ESP) | Northern Knights 265-6 (36/36)                     | – | North West Warriors 147 (29.1/36) |
|                     |              | Northern Knights gewinnt mit 117 Runs (D/L method) |   |                                   |

| 25. April Scorecard | Murcia (ESP) | Northern Knights 290-8 (50)              | – | Leinster Lightning 294-4 (46.5) |
|                     |              | Leinster Lightning gewinnt mit 6 Wickets |   |                                 |

| 23. Mai Scorecard | Bready | Leinster Lightning 271-5 (50)          | – | North West Warriors 193 (48) |
|                   |        | Leinster Lightning gewinnt mit 78 Runs |   |                              |

| 27. Mai Scorecard | Belfast | North West Warriors 188 (50)                        | – | Northern Knights 107-8 (20/20) |
|                   |         | North-West Warriors gewinnt mit 3 Runs (D/L method) |   |                                |

| 27. Juni Scorecard | Dublin | Leinster Lightning 114 (35.3)          | – | Northern Knights 115-3 (21.5) |
|                    |        | Northern Knights gewinnt mit 7 Wickets |   |                               |

| 20. August Scorecard | Belfast | Northern Knights 176 (42.2)              | – | Leinster Lightning 179-3 (32.4) |
|                      |         | Leinster Lightning gewinnt mit 7 Wickets |   |                                 |

| 22. August Scorecard | Dublin | Leinster Lightning | – | North West Warriors |
|                      |        | Abgesagt           |   |                     |

| 26. August Scorecard | Eglinton | Northern Knights 245-9 (50)         | – | North West Warriors 243 (49.5) |
|                      |          | Northern Knights gewinnt mit 2 Runs |   |                                |